# きなこねじり
きなこねじり（きな粉ねじり）とは、きな粉を主原料として作られるねじれた棒状の練り菓子である。京都が発祥の和菓子と言われている。

## 作り方
きな粉ねじりの最低限必要な材料は、きな粉と水飴である。熱して柔らかくなった水飴にきな粉を混ぜて生地を作り、平らに延ばして適切な大きさに切り分け、それを捩じればば完成である。この菓子の食べ方は人それぞれで、そのまま食べることもあれば、何かの飲み物と一緒に楽しまれたりすることもある。類似の菓子としてきなこ棒があり、これは棒状にした生地にきな粉をまぶした菓子である。

### 一般的なきなこねじり
きな粉に適量の砂糖を混ぜ、これをやや熱して柔らかくした水飴と混ぜて練った生地を短い棒状に切り、ややねじった形に仕上げられる。主原料のきな粉を捩じった形に仕上げるためこの名がある。仕上げに砂糖をコーティングしたり、また着色料を使って着色したりは普通されないので、色はきな粉そのままに近い色をしている。きな粉がふんだんに使われている上に、他に強い香りを持つ材料は使われないため、きな粉特有の香りが感じられる。

### その他のきなこねじり
上記の作り方は基本的な作り方であり、好みによってやや作り方が違う場合もある。最低限必要な材料だけではなく、さらに砂糖を加えて甘味を増したり、少量の食用油も加えたりすることもある。この他にも食べる人の好みに応じて、擂りゴマを混ぜたり、抹茶を加えたり、場合によってはその他の材料を加えたりすることもある。このように一般的なきなこねじりに何らかの材料を加えることで風味に変化を付けたきなこねじりも見られる。

## 歴史
きなこねじりは、江戸時代の初期に京都で作られたとされている。この菓子は比較的保存性が高く携行することもできたので、北前船の船員達が携行したことで船の寄港先に広まり、さらに日本全国に広まっていったとされる。なお、この菓子がねじられているのは元々しめ縄の形を表現したものであり縁起物とされていた。